# Innocenty Konwicki
Innocenty Marian Konwicki (ur. 9 kwietnia 1906 we Włocławku, zm. 22 listopada 1968 tamże) – polski inżynier, polityk, działacz sportowy, działacz podziemia w czasie II wojny światowej.

## Wczesne lata
Urodził się w rodzinie Jana (ur. 1856) i Eleonory z domu Matusiak (ur. 1865). Jego ojciec pracował jako murarz w Fabryce Celulozy we Włocławku. Wychował się w domu o numerze hipotecznym 657.
Był uczniem Gimnazjum Ziemi Kujawskiej we Włocławku. W 1935 roku ukończył studia w Szkole Głównej Gospodarstwa Wiejskiego w Warszawie, uzyskawszy dyplom magistra inżyniera w dziedzinie leśnictwa i melioracji. W czasie swoich studiów, w roku akademickim 1931/32 wstąpił do Akademickiej Korporacji Mesconia, zawiązanej wokół absolwentów Gimnazjum Ziemi Kujawskiej. Był aktywnym członkiem Mesconii w latach 1931–1933. Do korporacji należał także jego brat Adam, wówczas student Politechniki Warszawskiej.
W latach 1935–1938 pracował w Zakładach Wodociągów i Kanalizacji Zarządu Miejskiego we Włocławku. W tym czasie Śródmieście wyposażono w nowoczesne urządzenia wodno-kanalizacyjne. Konwicki nadzorował jeden z odcinek robót. W latach 1938–1939 pracował jako referendarz w Urzędzie Wojewódzkim w Białymstoku.

## II wojna światowa
Po wybuchu II wojny światowej powrócił do Włocławka, gdzie mieszkała jego żona i dzieci. W czasie wojny pracował w Zakładzie Wodociągów i Kanalizacji Zarządu Miejskiego, kolejno jako robotnik, kreślarz i technik.
Był członkiem konspiracyjnej Polskiej Armii Ludowej, posługiwał się pseudonimem Jawa. Był także członkiem i kwatermistrzem organizacji bojowej Grunwald w randze podporucznika. Był działaczem podziemia antykomunistycznego. Ujawnił się 18 września 1945 roku.

## W okresie PRL-u
Po wyzwoleniu Włocławka w dniu 20 stycznia 1945 roku, został członkiem Tymczasowej Rady Miejskiej i Rady Robotniczej. Jednocześnie podjął pracę jako Inspektor i Nadleśniczy powiatu Włocławek Dyrekcji Lasów Państwowych w Toruniu. W 1949 roku został wiceprzewodniczącym Powiatowej Rady Narodowej we Włocławku, pełnił też funkcję jej przewodniczącego. W latach 1948–1950 był też członkiem Pomorskiej Wojewódzkiej Rady Narodowej. W 1950 roku podjął pracę jako inżynier w Przedsiębiorstwach Robót Wodno-Melioracyjnych we Włocławku i w Toruniu. Od 1946 roku był członkiem Polskiej Partii Socjalistycznej, w 1948 włączonej w struktury Polskiej Zjednoczonej Partii Robotniczej.
Jako żołnierz podziemia antykomunistycznego, padł ofiarą represji stalinowskich. W 1950 roku został usunięty z Powiatowej Rady Narodowej i przeniesiony do Szkoły Pracy Społecznej, gdzie uczył robotników fizyki i chemii. W 1953 roku został skreślony z listy Polskiej Zjednoczonej Partii Robotniczej. Przedstawiono mu oskarżenie i wraz z grupą współpracowników osadzono w więzieniu. Ostatecznie zarzuty oddalono, a Konwicki wraz ze współpracownikami zostali zrehabilitowani.
W latach 1965–1968 był kierownikiem Wydziału Gospodarki Wodnej i Ochrony Powietrza Prezydium Powiatowej Rady Narodowej we Włocławku.
Zmarł 22 listopada 1968 roku we Włocławku. Pochowano go w rodzinnym grobowcu na Cmentarzu Komunalnym we Włocławku, w kwaterze 42/11/176.

## Działalność sportowa
W miarę jak odsuwano go od funkcji państwowych, poświęcał więcej czasu swojej działalności sportowej. W 1949 roku został przewodniczącym Klubu Sportowego Związku Walki Młodych Zryw we Włocławku. Klub ten nosił później nazwy Spójnia i Sparta. W 1957 roku na wniosek Konwickiego klub przyjął nazwę Kujawiak. Za czasów Konwickiego klub ten stał się największą organizacją sportową w historii miasta. W szczytowym okresie działalności prowadził 13 sekcji. Konwicki pracował na rzecz klubu także w swoim czasie prywatnym. Z własnych pieniędzy zakupywał sprzęt sportowy i finansował zasiłki dla zawodników. Przyciągnął też do klubu szereg utytułowanych zawodników, jak Rudolf Patkoló.
W latach 1953–1957 zaprojektował i nadzorował budowę stadionu Kujawiaka przy al. Chopina we Włocławku. Stadion budowano od lat 30., Konwicki przeprowadził budowę od podstawę. Do budowy zaangażowano w ramach czynu społecznego także zawodników i kibiców. Stadion mógł pomieścić 12 tysięcy kibiców.
Przeprowadził remont generalny Pałacyku Wioślarskiego u zbiegu rzeki Zgłowiączki. Dokonał też modernizacji i adaptacji na cele sportowe dawnej elektrowni przy ul. Łaziennej, którą przekazano klubu bokserskiemu START.
Konwicki był też inicjatorem budowy i projektantem budowy hali sportowo-widowiskowej OSiR.
Sam był oddanym działaczem sekcji motocyklowej Kujawiaka.

## Życie prywatne
Był żonaty z Ireną Konwicką (1908-1966), z którą miał trójkę dzieci. Jego żona pracowała jako nauczycielka i w czasie II wojny światowej prowadziła tajne komplety.

## Odznaczenia
Odznaczono go m.in. Odznaką Grunwaldzką (1947), Srebrną Odznaką „Za zasługi w zwalczaniu powodzi”, Odznaką Tysiąclecia Państwa Polskiego (1966) i licznymi odznaczeniami sportowymi. Pośmiertnie nadano mu Złoty Krzyż Zasługi.